# Droga krajowa B31 (Austria)
Droga krajowa B31 (Ybbstal Straße) – droga krajowa Austrii. Arteria łączy położone kilkanaście kilometrów na południe od Amstetten miasto Waidhofen an der Ybbs ze skrzyżowaniem z Erlauftal Straße. Droga jest jedno-jezdniowa. Na całej długości wzdłuż szosy poprowadzono linię kolejową o nazwie "Ybbstalbahn".